# 二ノ宮隆太郎
二ノ宮 隆太郎（にのみや りゅうたろう、1986年8月18日 - ）は、日本の映画監督、俳優である。

## 経歴
神奈川県鎌倉市出身。幼稚園時代から横浜市旭区二俣川で育った。
2012年、『魅力の人間』が第34回ぴあフィルムフェスティバルで準グランプリを受賞した。2017年、『枝葉のこと』が第70回ロカルノ国際映画祭の新進監督コンペティション部門に出品された。同作が劇場公開デビュー作品となった。2023年製作の「逃げきれた夢」で商業デビュー、同作は第76回カンヌ国際映画祭でACID（インディペンデント映画普及協会賞）に選出上映された。

## 監督作品

### 長編映画
- 魅力の人間（2012年） - 監督・脚本・編集・出演
- 枝葉のこと（2017年） - 監督・脚本・編集・出演
- お嬢ちゃん（2019年） - 監督・脚本・編集
- 逃げきれた夢（2023年） - 監督・脚本
- 若武者（2024年） - 監督・脚本

## 出演作品

### 映画（出演）
- サッドティー（2014年）
- 森山中教習所（2016年）
- 夫がツチノコに殺されました。（2017年）
- 闇金ぐれんたい（2018年）
- あいが、そいで、こい（2018年）
- アンダードッグ（2020年） - 木田五朗 役[7]
- 一度も撃ってません（2020年） - 春日井純 役
- ヤクザと家族 The Family（2021年） - 大原 役
- Pure Japanese（2022年） - 佐伯 役[8]
- この子は邪悪（2022年）
- 山女 (2023年) - 泰蔵役

### テレビドラマ（出演）
- エール (テレビドラマ)（2020年、NHK） - 二木軍曹 役
- 神様のカルテ 第4夜（2021年） - 安田成道 役
- 邪神の天秤 公安分析班 第2話 - (2022年2月20日 - 4月17日、WOWOW) - 北条毅彦 役
- インフォーマ（2023年1月20日 - 3月24日、関西テレビ）[9]
- OZU 〜小津安二郎が描いた物語〜 第3話「非常線の女」（2023年11月26日、WOWOW）[10]
- メロスの誕生（2023年12月18日、日本映画専門チャンネル）[11]
- ベイビーわるきゅーれ エブリデイ! 第2話 - (2024年9月12日 、テレビ東京) - ベジータ 役
- Qrosの女 スクープという名の狂気 第7話・第8話（2024年11月18日・25日、テレビ東京） - 中瀬龍 役
- 日本統一 東京編（2025年7月3日 - 、テレビ東京） - 浜田道夫 役[12]

### ネットドラマ（出演）
- 全裸監督（2019年、Netflix） - 藤原（古谷（國村隼の子分）） 役
- 新聞記者（2022年1月13日配信、Netflix）- 木島順平 役
- インフォーマ -闇を生きる獣たち-（2024年11月7日 - 、ABEMA） - クズオ 役[13]